# Aéroport de Roanne
L'aéroport de Roanne (code IATA : RNE • code OACI : LFLO), anciennement Roanne-Renaison est un aéroport du département de la Loire à proximité de Roanne sur la commune de Saint-Léger-sur-Roanne.

## Histoire
Une convention est signée le 11 Mai 1933 entre l’Etat et la ville de Roanne pour la création de l’aérodrome de Roanne à Bois-Combray sur les communes de Saint Léger sur Roanne, Saint Romain la Motte, Pouilly les Nonains et Riorges.
Cet aérodrome municipal fut inauguré le 1er septembre 1935 par Albert Sérot, député maire de Roanne, à l’occasion d’une grande fête aérienne avec la participation de Henri Lumière, président de l’aéroclub du Rhône. 
Plus connu sous le nom de champ d’aviation de bois Combray, il fut pendant de nombreuses années le domaine de l’aviation sportive.
Une base école militaire prit possession des lieux avec le nom de «aérodrome de Roanne-Renaison» à la veille de la seconde Guerre Mondiale (piste de 900 mètres). Des baraques en bois sont construites et des fermes situées autour de l’aérodrome sont réquisitionnées afin d’accueillir les élèves-pilotes provenant des Sections d’Aviation Populaire mais en juin 1940, tout cela disparaissait.
Le Conseil Municipal de Roanne et le Conseil Général de la Loire décidaient en décembre 1966 de prendre en compte la construction d’une piste en dur de 800 x 30 m et d’un parking de 3000 m2 avec l'aide financière de l’Etat. Débuté en septembre 1968, la mise en service était effective en juin 1969. Un balisage lumineux et un équipement radioélectrique étaient installés dès le début de l’année 1971 afin d’obtenir le classement de l’aérodrome en catégorie C-AMV (utilisation de nuit et en mauvaises conditions météorologiques).
Un bâtiment administratif avec tour de contrôle était construit entre 1970 et 1971 et l’aérodrome accède au grade d’aéroport, en juin 1971. Sur demande de la Chambre de Commerce et d’Industrie, une liaison aérienne régulière Roanne-Paris (Le Bourget puis Orly en 1973/1974) était mise en service le 1er Juin 1971 par Air Alpes. Exploitée alors par la compagnie Flandre Air (filiale d'Air France), elle cessera le 30 avril 2002 à la suite de la crise due aux attentats de septembre 2001 (40 % de la clientèle venait du constructeur de chars militaires Leclerc et la direction de GIAT INDUSTRIES décidait de faire acheminer ses cadres vers le siège de Satory par voie ferroviaire). 
Air Alpes ouvrait même à la saison hiver une ligne Roanne/Lyon/Courchevel puis en novembre 1973, Roanne/Saint-Étienne/Valence/Nice.
Les compagnies aériennes Air Alpes, Touraine Air Transport (TAT), Air Liberté,  Service Aérien Roannais (S.A.R.), Flandre Air, Proteus Airlines, Régional et Airlinair ont exploité successivement la ligne vers Paris. Cette ligne était exploitée en OSP (Obligation de service public) subventionnée par l'état de 1996 à 2002. 
La piste était portée à 1 200 mètres en avril 1973, 1 260 mètres en 1978, 1 320 mètres en 1986, et 1 460 mètres en 1987. 
La liaison aérienne Paris-Roanne s'arrêta le 30 avril 2002 à 20H35.  
En mars 2009, l'aéroport a fait l'objet d'une rénovation et d'une mise aux normes avec une nouvelle tour de contrôle.
Fin 2020, l'aéroport devrait renouer avec une ligne commerciale régulière vers Paris-Toussus le Noble avec la société parisienne de transport aérien Jet Airlines mais celle-ci n'a pas encore débuté à cause d'un problème administratif avec la préfecture des Yvelines.

## Fonctionnement
La communauté d'agglomération Roannais Agglomération est gestionnaire de l'aéroport et prestataire de la navigation aérienne, du secours aux aéronefs et de la livraison de carburant.
Une convention lie l'État et l'agglomération, dont l'activité s'exerce sous le contrôle de la direction générale de l'Aviation civile (DGAC).
Roannais Agglomération y emploie 4 personnes: 1 responsable également AFIS (Aerodrome Flight Information Service : information de vol), 2 agents AFIS également pompiers d'aéroport ainsi qu'un pompier d'aéroport également régisseur de recettes.
L'aéroport fonctionne l'hiver du lundi au vendredi et l'été 7 jours sur 7, mais aussi sur demande avec un service d'astreinte des personnels.
L'aéroport compte une piste « en dur » de 1 430 mètres, une piste en herbe de 740 m et une piste ULM de 160 m, deux stations de carburant, une tour de contrôle, un accueil d'escale, une station météo et des hangars aéronefs.
Il accueille 8 associations de sports aériens : avions (CAR, APR), ULM, vol à voile (CVVR), modèles réduits (RMCR) et constructeurs d'avions), des avions privés et trois entreprises : SERAM (entretien d'avions), Roanne Aéronautique (événementiel et publicité), et Air Petit Prince (montgolfières).

## Activité commerciale et statistiques
L'aérodrome n'accueille plus de ligne régulière depuis Avril 2002 et ceci après la crise due aux attentats du 11 septembre. 
Le fabricant de chars militaires Leclerc, Giat industries, implanté à Roanne et qui représentait à lui seul 40% du trafic, faisait voyager ses cadres en train depuis janvier 2002 pour leurs déplacements vers le siège à Versailles-Satory. Cette ligne régulière a connu une baisse de sa fréquentation et avait enregistré 7 922 passagers en 2001.
Fin 2020, la société parisienne de transport aérien Jet Airlines envisageait la réouverture d'une ligne vers Paris (Aéroport de Toussus-le-Noble) en  Let L-410 Turbolet de 19 places en 01h15 mais le Préfet des Yvelines refusait de changer l’arrêté de Police de l’aérodrome qui permettait d’accueillir une ligne régulière. En décembre 2022, le Tribunal Administratif demandait au représentant de l’Etat de revoir sa copie et de recontacter l’aérodrome de Roanne et la compagnie aérienne. A ce jour, une étude de faisabilité est toujours en cours pour voir si cette ligne, quelques années après, réunie toujours les conditions économiques nécessaires.
L'aéroport accueillait 10 172 passagers commerciaux en 1999, il en accueille aujourd'hui que 267 (2022) avec un peu plus de 21 000 mouvements annuels dont 323 commerciaux.

## Meeting aérien
Le premier meeting aérien a eu lieu en 1911 au Coteau, l'aéroport actuel n'existant pas encore. Organisé par l'association ICAR, il se tient maintenant tous les deux ans sur l'aéroport de Roanne (Bois Combray).
- La 18e édition, les 13 et 14 septembre 2008, rend un hommage à l'aviation de Antoine de Saint-Exupéry à celle de nos jours. Elle accueille la Patrouille de France, la patrouille jordanienne Royal Jordanian Falcons, ainsi que les Red Arrows britanniques sous les commentaires du journaliste Bernard Chabbert. Elle a accueilli avec succès près de 15 000 spectateurs.

- La 19e édition, le 4 et 5 septembre 2010, rend hommage à l'aviation féminine, avec entre autres la Patrouille de France, dirigée par Virginie Guyot[14].
  - La 23e édition se déroule le 23 septembre 2018, soit exactement 45 ans après la première édition, le 23 septembre 1973. Celle-ci est dédiée à Georges Remy, organisateur du meeting aérien de Roanne jusqu'en 2008. Le thème retenu pour le meeting est le suivant : "Evolution de l'aviation de 1918 à 2018 : 100 ans d'aventures aériennes".

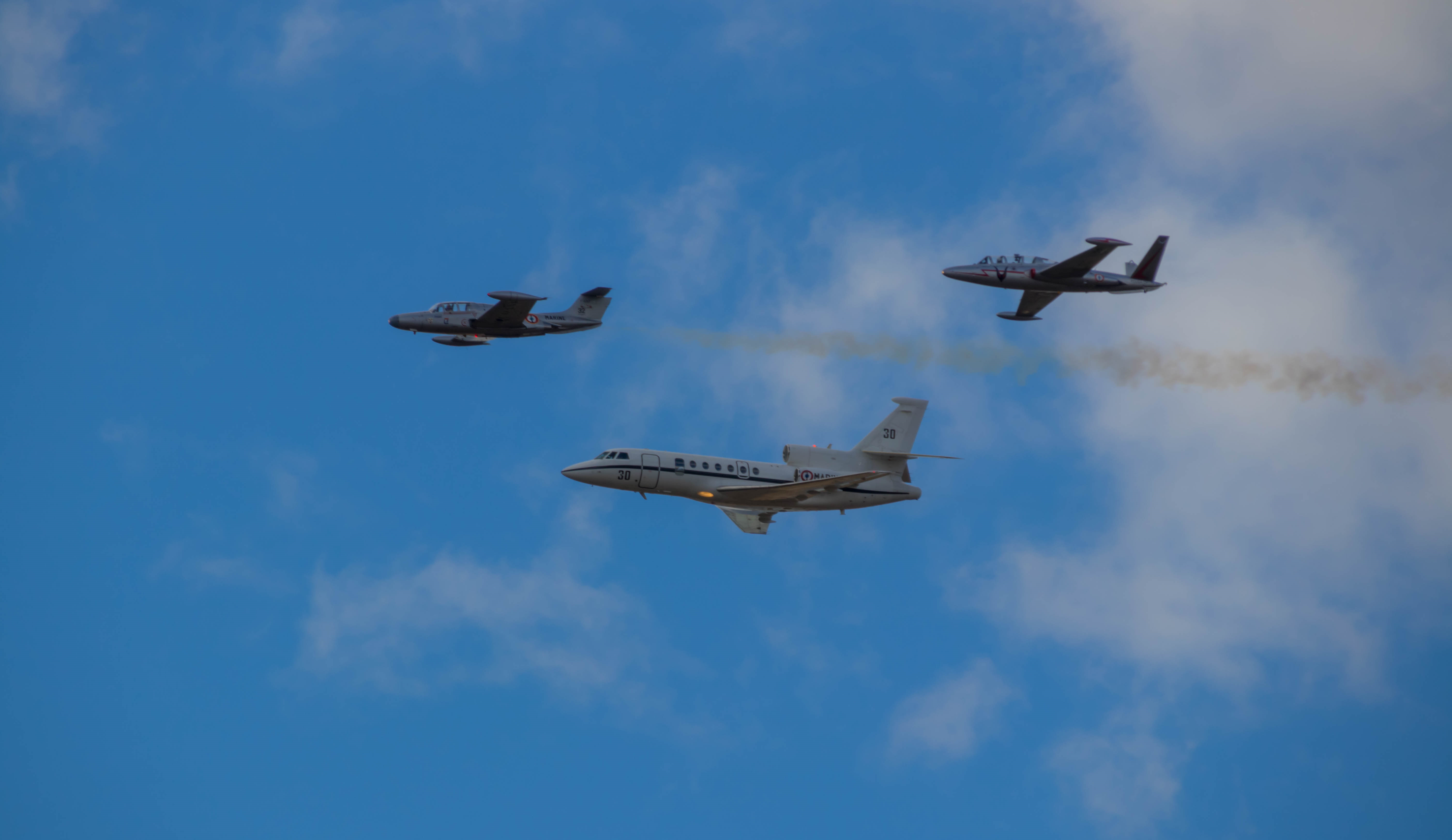
Passage d'un Falcon 50 accompagné d'un Morane-Saulnier MS.760 "Paris" ainsi que d'un Fouga CM-175 "Zéphyr" lors du meeting de septembre 2018.
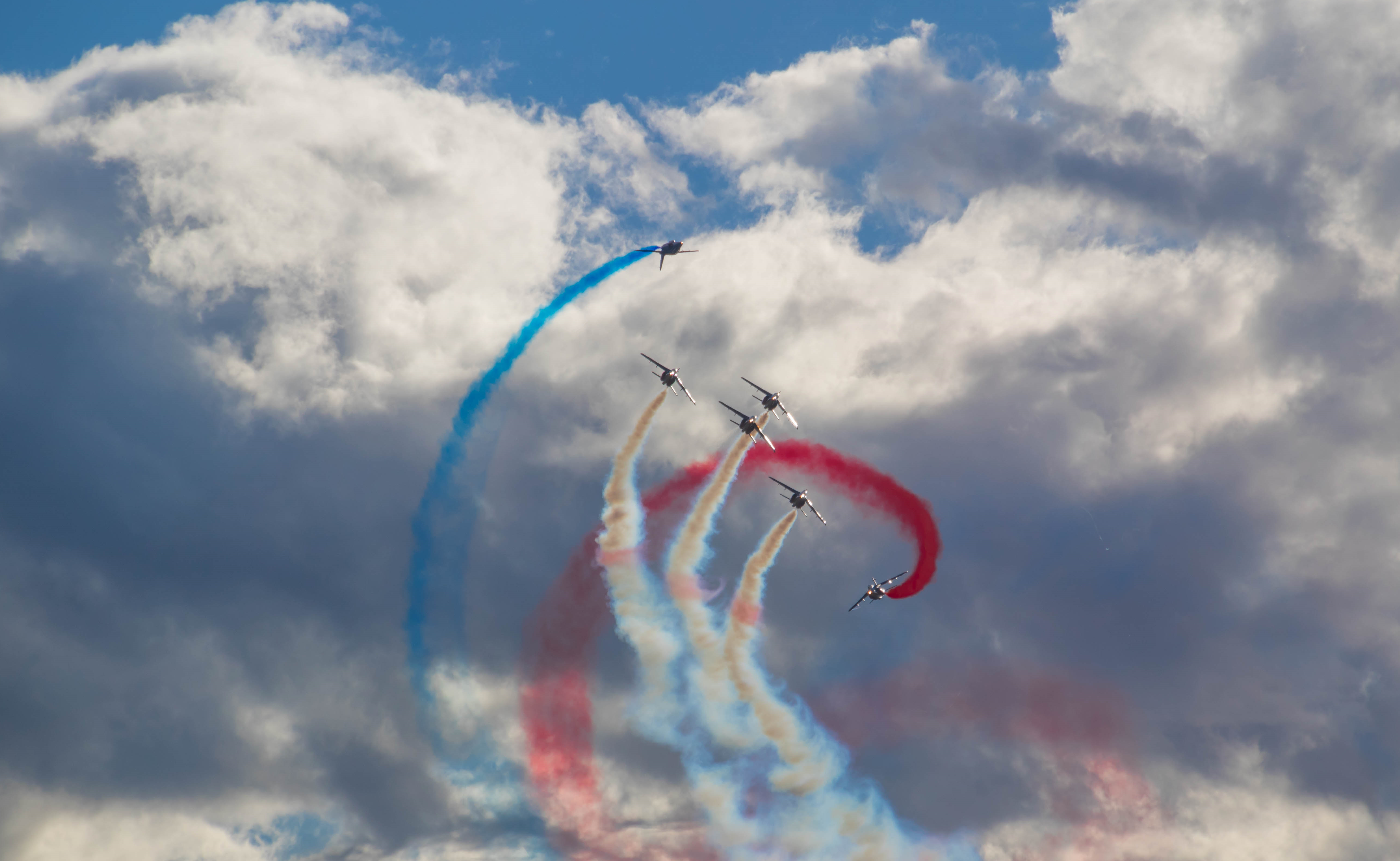
Apache Roll de la Patrouille de France lors de la 23e édition du meeting international de Roanne.
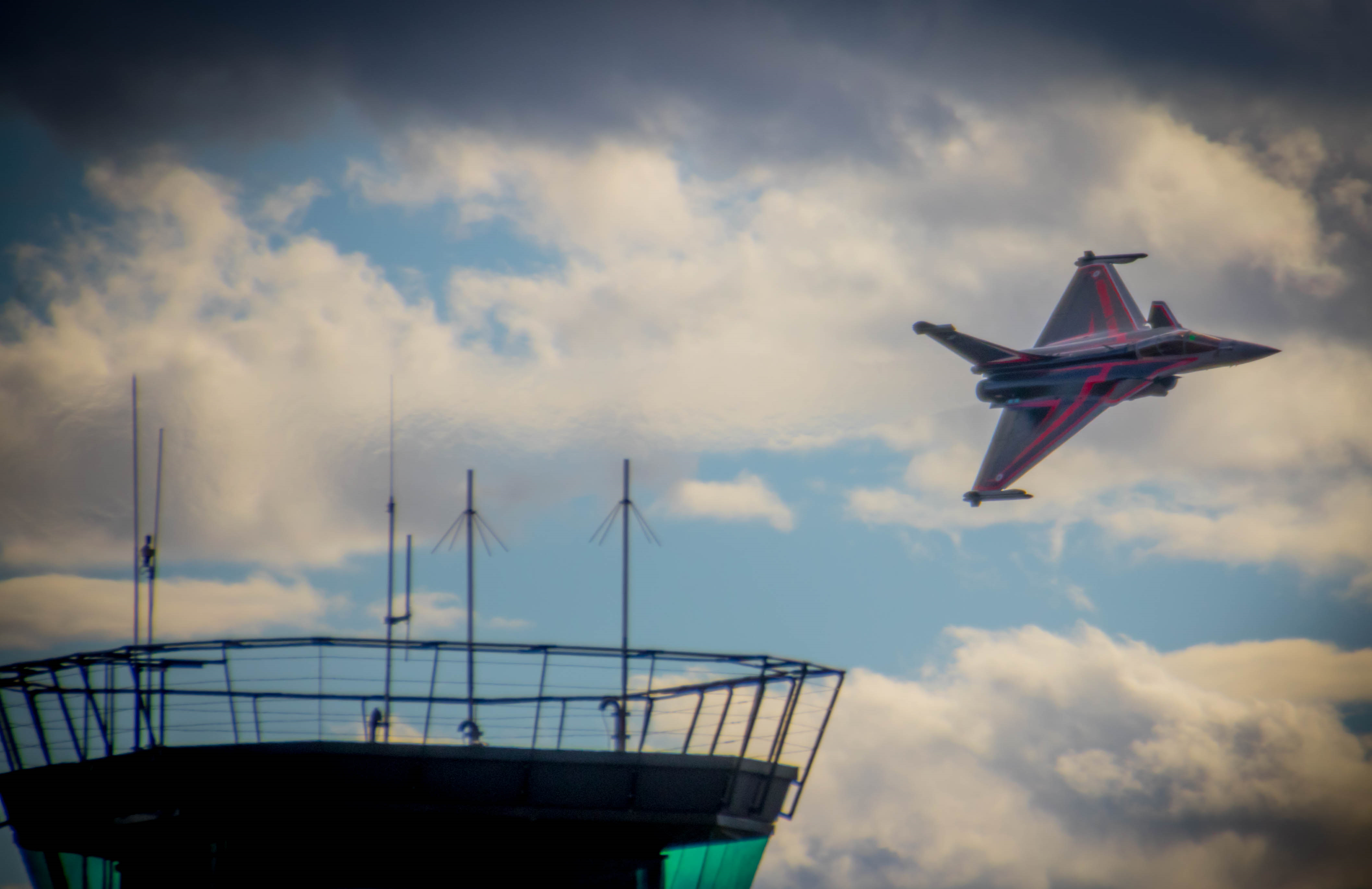
"Négatif Babouc, il y a du monde dans la boucle"[15]. (Meeting de Roanne 2018)